# 처빌
처빌 (Anthriscus cerefolium, Chervil)은 파슬리와 흡사해 보이는 1년생 허브의 일종이다. 정원용 처빌(garden chervil)로 불리기도 하며, 프랑스 요리에서 정통한 식재료로 쓰이기도 한다. 부드러운 맛을 낼 때 쓴다.

## 생물학
미나리과의 일종으로서 캅카스산맥 원산이나 로마인에 의해 대부분의 유럽으로 퍼져 있다.
40-70cm정도로까지 자라며 3회우상복엽으로 자란다. 작은 흰 색의 꽃이 피며 2.5-5cm이다. 열매는 1cm 정도이며 타원형의 알 모양이다.

### 뿌리 처빌
처빌의 한 종류 중 하나는 뿌리 야채이다. 이 종을 따로 turnip rooted chervil 혹은 tuberous-rooted chervil로 부른다. 다른 재배종보다 뿌리가 훨씬 굵은 것이 특징이다. 19세기에는 유럽 전역에서 널리 쓰던 재료였다. 현재는 거의 쓰지 않으며 영미권에서는 알려진 바가 거의 없다. 수프나 스튜의 경우 프랑스에서 많이 쓰는 편이다.
파스닙(설탕당근)과 비슷하게 생기긴 했지만 맛은 다르다. 미나리과의 식물 중에서는 파슬리와 가장 가까운 종이다. 철자법 상 비슷하긴 하지만 파스닙과는 별다른 관계가 없다.

## 쓰임

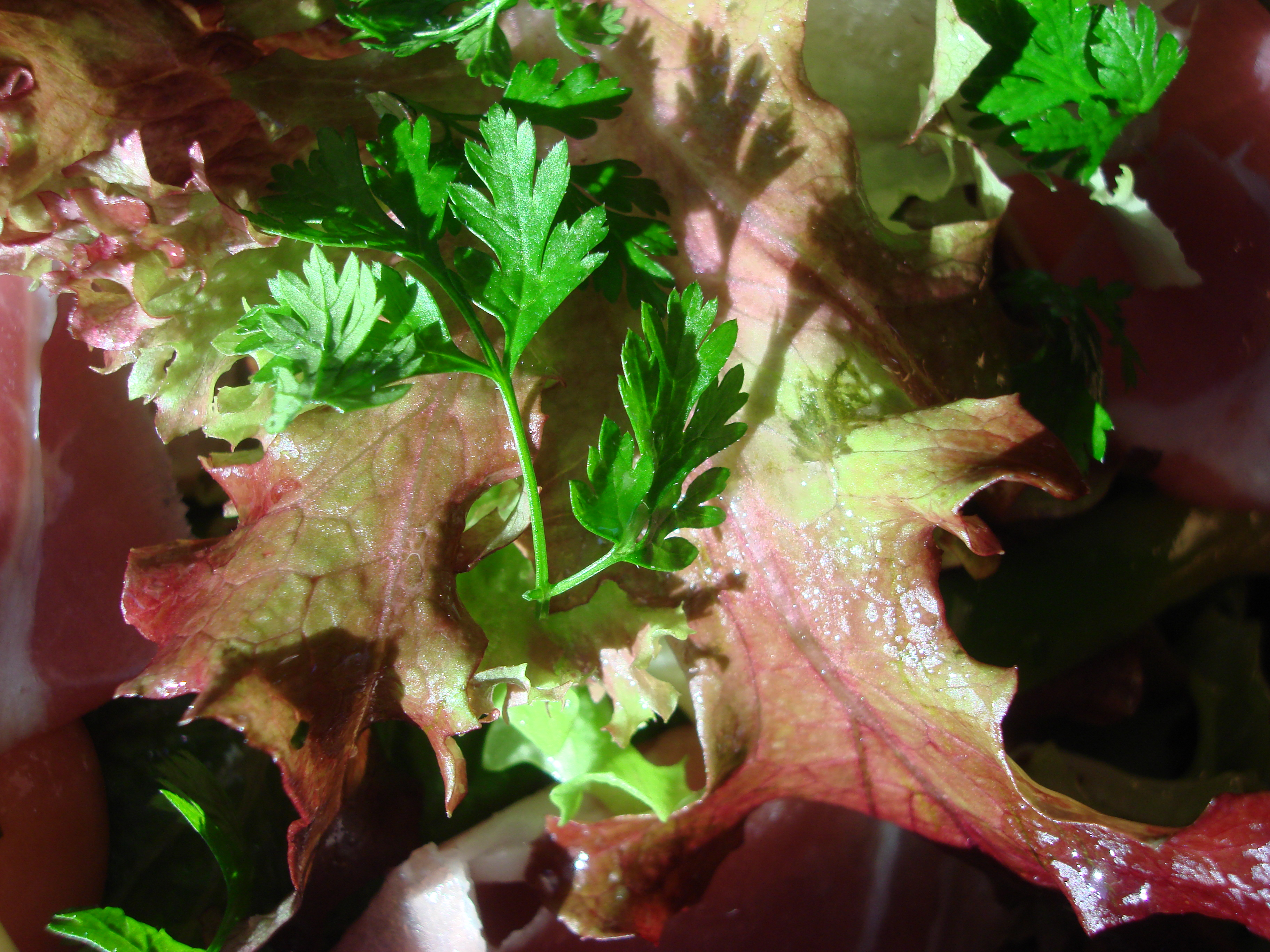
처빌 샐러드

때로 미식가의 파슬리로 불리는 처빌은 가금류나 해산물 혹은 다른 채소와 함께 맛을 내는 재료로 많이 쓴다. 프랑스에서 가장 많이 쓰며 감초의 맛과 흡사하다.
육류나 해산물 또는 다른 채소와 함께 맛을 내는 재료로 프랑스 요리에도 많이 쓰이며 감초와 맛이 흡사하다. 처빌은 열을 가하며 향미가 없어지므로 주로 샐러드에 이용되고 부드러운 맛을 내는 작용을 하므로 고기요리, 생선요리 등에도 자주 쓰인다.

## 효험
전통적으로 많이 쓰였던 처빌은 임산부의 목욕 시에 뿌려서 썼으며 피부 청결제로 탁월한 효과가 있다고 한다. 피를 맑게 해주는 효과가 있다고 하며 소화제 대용으로도 쓸 수 있어서 식초를 약간 타서 먹기도 한다. 딸꾹질을 멈추는 데도 쓴다.